# Kulturní změna
Kulturní změna je nehodnotící kategorie, která označuje různé procesy vzniku, transformace či zániku sociokulturních systémů, respektive živých (současných) kultur, subkultur nebo jejich částí. Z antropologického hlediska kultura označuje systém idejí, sociokulturních regulativů a artefaktů, které nutí členy určité společnosti myslet, jednat a vlastnit určitým způsobem. Takový systém si lidé osvojují procesem enkulturace.
Tyto kulturní vlivy zahrnují roli rodičovství, rodiny a blízkých spolupracovníků, dále roli organizací (např. školy a pracoviště, komunity a čtvrti) či širších sociálních vlivů (média).
Kultury jsou odlišné nejen napříč světem, ale mění se i v průběhu času. Žádná kultura totiž není imunní vůči kulturním změnám, všechny se (podobně jako druhy organismů) proměňují a prochází vývojem.
Kulturní změna je dlouhodobý proces. Často se totiž potýká s bariérami, kterými jsou kulturní stereotypy, odpor či rezistence vůči změnám.

## Endogenní a exogenní kulturní změny
Antropologové vyčleňují dva základní typy kulturní změny: endogenní (vnitřní) a exogenní (vnější).
U endogenní změny jsou příčinou proměny a vznik kulturních prvků uvnitř dané kultury. Dochází ke vzniku nového kulturního prvku invencí nebo k proměně kulturních prvků inovací či reinterpretací. Vedle invence, inovace a interpretace je čtvrtým typem endogenní změny revitalizace kulturních prvků.
Exogenní změnu vyvolávají faktory, které jsou vně kultury, v níž se změna odehrává. Tyto procesy jsou výsledkem interakce mezi různými sociokulturními systémy, tedy kulturních kontaktů. Typem exogenní změny je akulturace, k níž dochází v důsledku přímého kontaktu dvou a více kultur. Mezi její základní formy patří přímá difúze kulturního prvku, kdy je prvek jedné kultury přejat kulturou jinou. Další formou je difúze zprostředkovaná migrující populací. V některých situacích je vliv jedné kultury silnější než vliv kultury druhé. V důsledku jednostranného vlivu probíhá asimilace s dominantní kulturou.

## Fáze kulturní změny
Proces kulturní změny je možné rozdělit do čtyř fází. V první fázi vznikají nové kulturní prvky. Tyto prvky jsou buďto zcela nové nebo se jedná o inovaci původních prvků či jejich konfiguraci prostřednictvím difúze.
Druhá fáze představuje vyhodnocení nových prvků, jejich akceptování nebo neakceptování, tj. selektivní eliminaci na základě jejich funkcí, přínosů a atraktivity pro společnost.
Třetí fáze představuje integraci nových kulturních obsahů. Souběžně s integrací dochází ke změnám původního kulturního systému. Některé kulturní prvky jsou nahrazovány jinými.
Čtvrtou fází je ustálení a institucionalizace důsledků kulturní změny, které se stávají uznávanými a sociálně integrovanými formami chování.

## Kulturní mezera
Kulturní mezera označuje zaostávání jedné složky kultury za složkou jinou. Zaostávání je důsledkem kulturní změny, při které se různé části určitého kulturního systému mění různou rychlostí. Autorem této teorie je americký sociolog William Fielding Ogburn, který koncept kulturní změny rozpracoval v rámci své studie sociální a kulturní změny ('Social change with respect to culture and original nature', 1922).

Ogburn zde vychází z předpokladu, že kultura představuje adaptivní, přizpůsobivý, systém, jenž zahrnuje tři základní složky:
- materiální kulturu - výrobní systém, kde kultura vystupuje jako nezávislá proměnná (např. technologie, technika)
- nemateriální adaptivní kulturu - vystupuje jako závislá proměnná (např. instituce, normy)
- nemateriální neadaptivní kulturu - na materiálních prvcích kultury závisí pouze zprostředkovaně (např. hodnoty)

Za ideálního stavu by měly být tyto tři proměnné ve stavu rovnováhy. Některé segmenty kultury, jako mohou být předsudky a hodnoty společnosti, se však pro svou neadaptivnost mění velmi velmi pomalu a opožďují se za vývojem ostatních částí. Přitom se všechny tři složky ovlivňují a jedna druhou může brzdit. Tak vzniká kulturní mezera, zapříčiněná nesynchronizovaným vývojem jednotlivých segmentů kultury.